# Droga wojewódzka 225
Die Droga wojewódzka 225 (DW 225) ist eine polnische Woiwodschaftsstraße innerhalb der Woiwodschaft Pommern. Bei einer Länge lediglich von 1 Kilometer verbindet sie die Stadt Pelplin (→ DW 229 und DW 230) im Powiat Tczewski (Kreis Dirschau) mit dem Bahnhof Pelplin (Polnische-Staatsbahn-Linie 131: Chorzów (Königshütte) - Tczew (Dirschau)) und gehört zu den ganz wenigen Woiwodschaftsstraßen in Polen, die trotz ihrer Kürze, jedoch ihrer Bedeutung wegen als Woiwodschaftsstraße ausgelegt werden.